# Mawana
Mawana es una ciudad y municipio situado en el distrito de Meerut en el estado de Uttar Pradesh (India). Su población es de 81443 habitantes (2011). 

## Demografía
Según el censo de 2011 la población de Mawana era de 81443 habitantes, de los cuales 43029 eran hombres y 38414 eran mujeres. Mawana tiene una tasa media de alfabetización del 70,55%, superior a la media estatal del 67,68%: la alfabetización masculina es del 77,81%, y la alfabetización femenina del 62,49%.